# Mastrus polychrosidis
Mastrus polychrosidis là một loài tò vò trong họ Ichneumonidae.